# كولينة كبيرة الفم
كولينة كبيرة الفم (الاسم العلمي: Colina macrostoma) هي نوع من الرخويات تتبع جنس الكولينة من الفصيلة القرطيونية.